# Quarsolatita

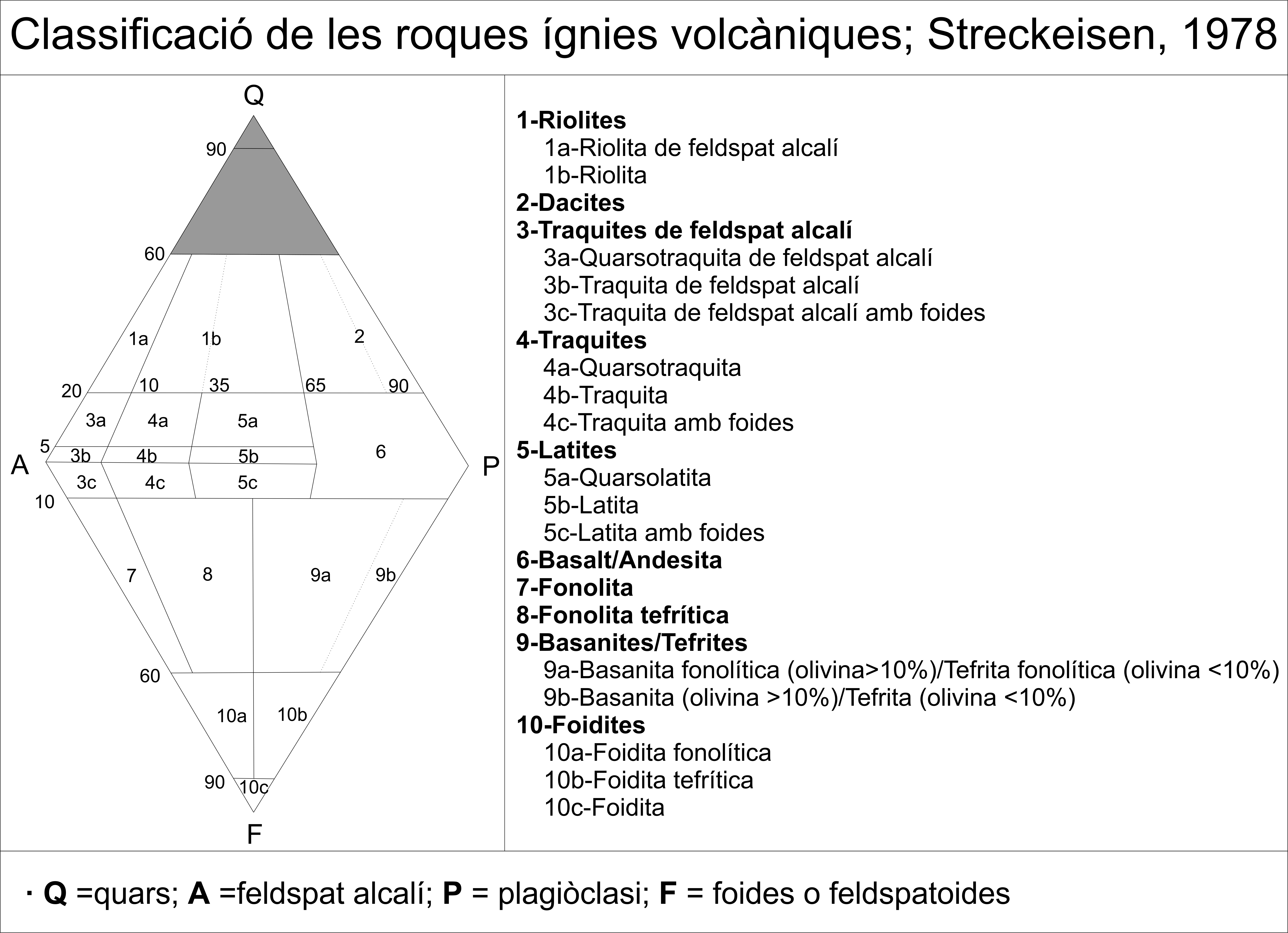
Classificació de les roques ígnies volcàniques segons Streckeisen 1978. La quarsolatita es troba al lloc 5a.

La quarsolatita és una roca volcànica equivalent a la latita (parlant en termes de composició modal) però amb un contingut de quars entre en 5 i el 20%. Per sobre del 20% de quars la roca es classifica com a riolita. És l'equivalent de gra fi de la quarsomonzonita (roca plutònica), ja que conté quantitats semblants de quars, així com de plagiòclasi i feldespat alcalí, amb un índex feldespàtic entre un 35 i un 65%.